# Ritschard Iwanowitsch Kossolapow
Ritschard Iwanowitsch Kossolapow (russisch Ричард Иванович Косолапов, wiss. Transliteration Ričard Ivanovič Kosolapov; * 25. März 1930 in Nowonikolajewski; † 15. November 2020) war ein sowjetisch-russischer kommunistischer Philosoph, Politiker, Funktionär der KPdSU und Hochschullehrer.

## Leben
Ritschard Kossolapow studierte bis 1955 Philosophie an der Moskauer Staatlichen Universität (MSU). Nach seinem Doktorat 1962 an der Philosophischen Fakultät der MSU arbeitete er zunächst als Dozent für den Komsomol (Kommunistischer Jugendverband) und später für das Zentralkomitee der KPdSU. Schließlich wurde er Mitglied des Zentralkomitees der KPdSU und arbeitete für dessen Apparat. Von 1976 bis 1986 war er Chefredakteur des sowjetischen Magazins  Kommunist  (Коммунист; bis 1952 Bolschewik), der wichtigsten theoretischen Zeitschrift der Kommunistischen Partei.
In den frühen achtziger Jahren war er ein enger Berater von Juri Andropow. 1986 zog sich Kossolapow aus der aktiven Tätigkeit bei der KPdSU zurück und wurde Professor an der Moskauer Staatlichen Universität, von 1986 bis 1988 war er Dekan der Philosophischen Fakultät. Das neue politische Klima, das durch Perestroika und Glasnost geschaffen wurde, zog Kossolapow jedoch wieder in das aktive politische Leben zurück. Seit 1988 half Kossolapow bei der Organisation mehrerer kommunistischer Bewegungen und Parteien, die unabhängig von der Kommunistischen Partei der Sowjetunion waren, darunter der Verband des wissenschaftlichen Kommunismus, die Russische Vereinigte Arbeiterfront, die Bewegung der Kommunistischen Initiative und die Kommunistische Partei Russlands. Seit dem Putschversuch im August 1991 hat Kossolapow an fast jeder neuen neokommunistischen Organisation aktiv teilgenommen, darunter Trudowaja Moskwa (Arbeitendes Moskau) und Trudowaja Rossija (Arbeitendes Russland). 1979 und 1984 wurde er in den Obersten Sowjet der UdSSR gewählt.
Als Anhänger Stalins initiierte er 1997 die Fortsetzung der Veröffentlichung der Gesammelten Werke von Josef Wissarionowitsch Stalin, die vom Marx-Engels-Lenin-Institut im Zentralkomitee der KPdSU (B) 1946 begonnen und 1951 nach der Veröffentlichung des 13. Bandes unterbrochen wurde. Es wurden die Bände 14–18 herausgegeben, deren Vorwort von Kossolapow geschrieben wurde.

## Schriften (Auswahl)
- Die Wahrheit über Stalin. [Viktor Kotschemjakow im Gespräch mit Richard Iwanowitsch Kosolapow]. Übers. aus dem Russischen von Hans-J. Falkenhagen. Berlin, 1998 (Kommunistische Partei Deutschlands, Zentralkomitee) (DNB)
- Zur Herausbildung des kommunistischen Charakters der Arbeit im realen Sozialismus (Richard Kossolapow)

## Belege
1. ↑  Todesmeldung auf der Website der Kommunistischen Partei der Russischen Föderation (russisch)
2. ↑  vgl. McFaul & Markov (1993:205): „Association of Scientific Communism, the United Workers' Front, the Communist Initiative Movement, and the Russian Communist Party“.
3. ↑  Michael McFaul und Sergei Markov, S. 294 f.
4. ↑  «В СВОЕМ ВРЕМЕНИ СТАЛИН ПЕРЕИГРАЛ ВСЕХ…»
5. ↑  Алфавитный указатель текстов, опубликованных в томах 1-18 Сочинений И. В. Сталина
6. ↑  Косолапов Р. И. Предисловие

| Personendaten    | Personendaten                                                                         |
| ---------------- | ------------------------------------------------------------------------------------- |
| NAME             | Kossolapow, Ritschard Iwanowitsch                                                     |
| ALTERNATIVNAMEN  | Косолапов, Ричард Иванович (russisch); Richard Kosolapov                              |
| KURZBESCHREIBUNG | sowjetisch-russischer kommunistischer Philosoph, KPdSU-Funktionär und Hochschullehrer |
| GEBURTSDATUM     | 25. März 1930                                                                         |
| GEBURTSORT       | Nowonikolajewski                                                                      |
| STERBEDATUM      | 15. November 2020                                                                     |